# Lausanne (stad)

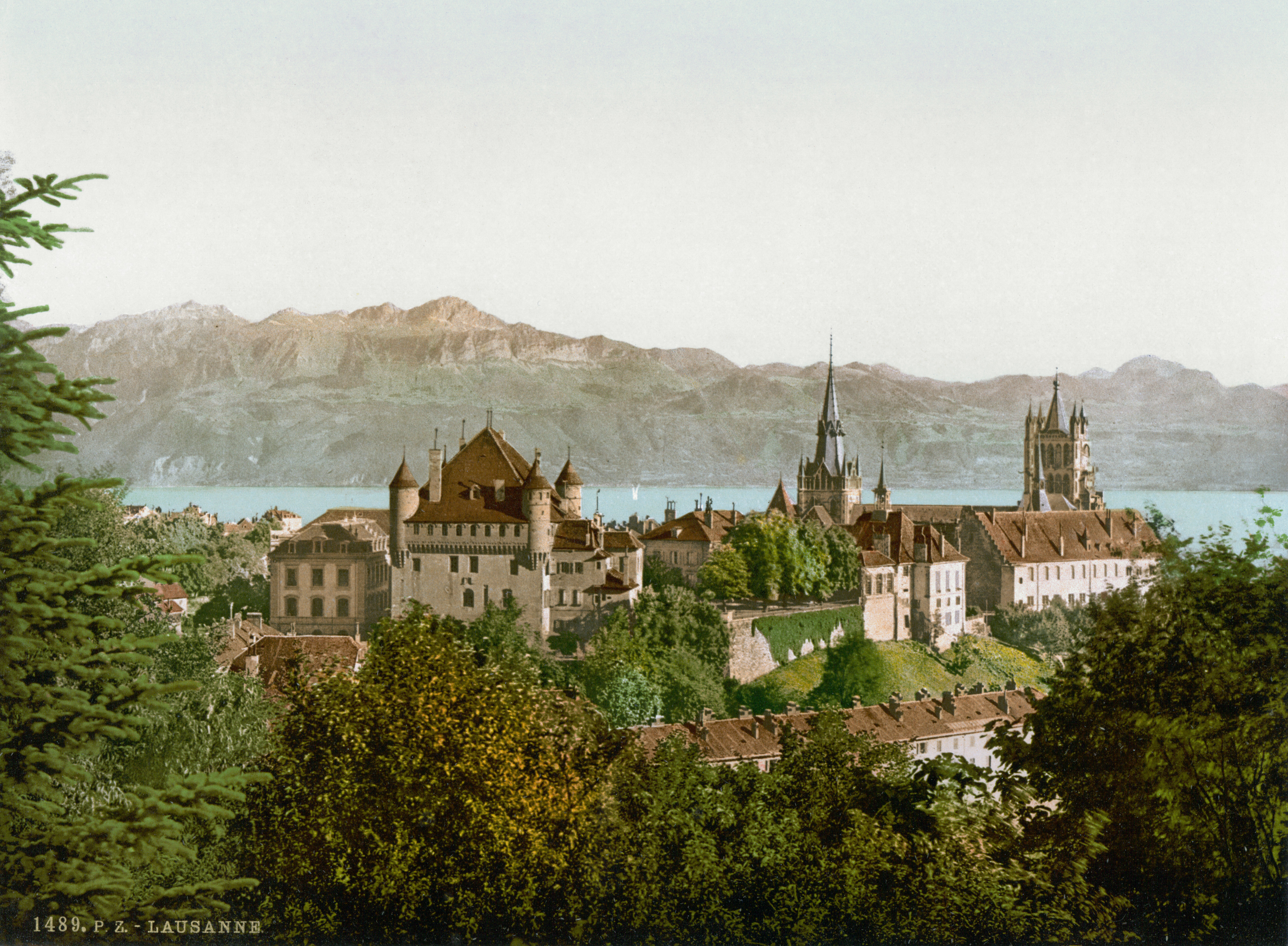
Lausanne rond 1900

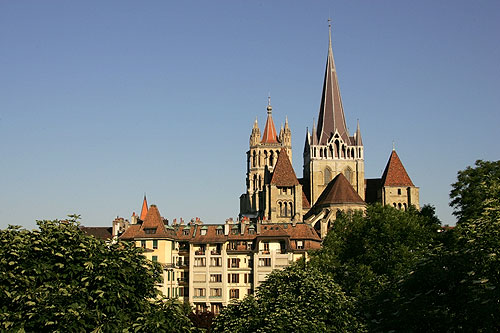
Kathedraal van Lausanne

Lausanne, de hoofdstad van het Zwitserse kanton Vaud, ligt in het Franstalige deel van Zwitserland, aan het Meer van Genève. Het is op drie na de grootste stad van Zwitserland.
De stad ligt op 495 m hoogte, in een wijnstreek, en herbergt de Cathédrale de Notre-Dame de Lausanne, een gekende gotische kerk van Zwitserland. Lausanne ligt 55 kilometer noordoostelijk van Genève.
In december 2009 telde de stad 133.280 inwoners (agglomeratie: 324.387), die Lausannois worden genoemd.

## Geschiedenis
De Romeinen bouwden een militair kamp op de plaats van een Keltische nederzetting dat zij Lousanna noemden. De stad die uit het kamp groeide werd bestuurd door de Hertogen van Savoye en de bisschop van Lausanne, en dan door Bern van 1536 tot 1798. In 1803 werd Lausanne de hoofdstad van een toentertijd pas gevormd Zwitsers kanton, Vaud.

## Politiek
Yvette Jaggi was van 1990 tot 1997 de eerste vrouwelijke burgemeester van Lausanne.

## Sport
Lausanne wordt wel gezien als de internationale sporthoofdstad. Het Internationaal Olympisch Comité (IOC), de Fédération Internationale de Gymnastique, European Gymnastics, de Internationale Roeifederatie, de Internationale Schaatsunie, de Fédération Équestre Internationale, het Hof van Arbitrage voor Sport, de European Athletic Association en de Fédération Internationale d'Escrime hebben hun hoofdzetel in Lausanne en ook het Olympisch museum bevinden zich in de stad.
Meervoudig Zwitsers landskampioen FC Lausanne-Sport is de professionele voetbalclub van de stad. De club speelt zijn wedstrijden in het Stade Olympique de la Pontaise. Toen Lausanne speelstad was voor het WK Voetbal van 1954 werden daar wedstrijden gespeeld.
Athletissima is een internationaal atletiekevenement in Lausanne. De wedstrijd wordt jaarlijks georganiseerd in het Stade Olympique de la Pontaise en maakt deel uit van de Diamond League.
Lausanne was zes keer etappeplaats in de wielerkoers Ronde van Frankrijk. Onder meer de Italiaan Gino Bartali en de Nederlanders Gerrie Knetemann en Erik Dekker wonnen in de Zwitserse stad. In 2022 was de Belg Wout van Aert er de voorlopig laatste ritwinnaar. Lausanne is daarnaast vaak etappeplaats geweest in de meerdaagse rittenkoers Ronde van Romandië.
Lausanne was in 1961 gastheer van het WK ijshockey.
De Olympische Jeugdwinterspelen 2020 vonden plaats in Lausanne.

## Onderwijsfaciliteiten
- École Polytechnique Fédérale de Lausanne (Federale Technische Hogeschool Lausanne)
- Universiteit van Lausanne
- École hôtelière de Lausanne

## Geboren
- Louise de Corcelles (1726-1796), pastelportrettiste
- Isabelle de Montolieu (1751-1832), schrijfster en vertaalster
- Jean-Xavier Lefèvre (1763-1829), Zwitsers-Frans klarinettist, muziekpedagoog en componist
- Benjamin Constant (1767-1830), Frans staatsman en schrijver
- Johann Ludwig Burckhardt (1784-1817), geoloog
- Charles-Amédée Kohler (1790-1874), chocolatier
- François Briatte (1805-1877), politicus
- François Guisan (1805-1878), jurist en hoogleraar
- Louis Wenger (1809-1861), politicus
- Jenny Enning (1810-1880), filantrope
- Achilles Renaud (1819-1884), jurist en hoogleraar
- Jules Brun (1832-1898), politicus
- Alphonse Rivier (1835-1898), jurist en hoogleraar
- Gabriel de Rumine (1841-1871), Russisch-Zwitsers ingenieur, reiziger, fotograaf en filantroop
- Eugène Grasset (1845-1917), Frans graveur, schilder, decorateur en architect van Zwitserse afkomst (art nouveau)
- Marguerite Duvillard-Chavannes (1851-1925), feministe
- Théophile-Alexandre Steinlen (1859-1923), Frans tekenaar, schilder en graficus
- Félix Vallotton (1865-1925), schilder en houtgraveur
- Paul-Louis Mercanton (1876-1963), glacioloog en meteoroloog
- Robert Guex (1881-1948), advocaat, griffier, rechter, arbiter en hoogleraar
- Aloïse Corbaz (1886-1964), kunstenares
- Alejo Carpentier (1904-1980), Cubaans romanschrijver, essayist en musicoloog
- Alice Curchod (1907-1971), schrijfster, onderwijzeres en uitgeefster
- Monika Meyer-Holzapfel (1907-1995), zoöloge en hooglerares
- Annie Dutoit (1909-1999), advocate en politica
- Louis Guisan (1911-1998), advocaat en politicus
- Françoise Giroud (1916-2003), Frans schrijfster, journaliste en politica
- Marguerite Narbel (1918-2010), zoöloge en politica
- Edmée Abetel (1922-2002), alpineskiester en olympisch deelneemster
- Umberto Agnelli (1934-2004), Italiaans ondernemer
- Jean-Pierre Hocké (1938-2021), VN-functionaris; was van 1986-1989 Hoge Commissaris voor de Vluchtelingen
- Yvette Jaggi (1941), politica, burgemeester van Lausanne 1990-1997
- Egon von Fürstenberg (1946-2004), Duits-Italiaans modeontwerper
- Ubol Ratana (1951), Thais prinses, oudste kind van koning Bhumibol Adulyadej en koningin Sirikit van Thailand
- Laurence Chauvy (1959), schrijfster, dichteres, journaliste en kunstcritica
- Walter Fernandez (1965), voetballer
- Marc Hottiger (1967), voetballer
- Mattia Binotto (1969), teambaas van het Formule 1-team Ferrari van 2019 tot en met 2022
- Stéphane Chapuisat (1969), voetballer
- Emmanuelle Antille (1972), filmregisseuse
- Fabio Celestini (1975), voetballer
- Ludovic Magnin (1979), voetballer
- Virginie Faivre (1982), freestyleskiester
- Stanislas Wawrinka (1985), tennisser
- Migjen Basha (1987), voetballer
- Timea Bacsinszky (1989), tennisster
- Vullnet Basha (1990), voetballer
- Cyrille Thièry (1990), wielrenner
- Lorenzo Viotti (1990), dirigent
- Brandie Wilkerson (1992), Canadees beachvolleybalster
- Meriame Terchoun (1995), voetbalster

## Overleden
- Louise de Corcelles (1726-1796), pastelportrettist
- Frederika van Baden (1781-1826), koningin van Zweden
- Isabelle de Montolieu (1751-1832), schrijfster en vertaalster
- Elisabeth Jeanne de Cerjat (1769-1847), Zwitsers-Britse filantrope
- François Briatte (1805-1877), politicus
- Xavier Gottofrey (1802-1868), advocaat, rechter, hoogleraar en politicus
- Auguste Rogivue (1812-1869), advocaat, rechter, hoogleraar en politicus
- Henriette d'Angeville (1794-1871), Frans-Zwitserse alpiniste
- Jules Eytel (1817-1873), advocaat, hoogleraar en politicus
- Cornélie Chavannes (1794-1874), pedagoge en lerares
- Charles-Amédée Kohler (1790-1874), chocolatier
- Johann Jakob Blumer (1819-1875), rechter, rechtsgeleerde, archivaris, redacteur, bestuurder en politicus
- François Guisan (1805-1878), jurist en hoogleraar
- Jenny Enning (1810-1880), filantrope
- Gustave Jaccard (1809-1881), advocaat, rechter en politicus
- Jeannot de Crousnaz (1822-1883), notaris, rechter, bestuurder en politicus
- Jules Brun (1832-1898), politicus
- Adolphe Jordan (1845-1900), rechter, bestuurder en politicus
- Henri de Merode (1856-1908), Belgisch minister
- Louis Bourget (1856-1913), medicus, apotheker en hoogleraar
- Antoine Borel (1840-1915), bestuurder en diplomaat
- Henri Secretan (1856-1916), arts en chirurg
- Édouard Secretan (1848-1917), advocaat, journalist en politicus
- Vincent Gottofrey (1862-1919), jurist, hoogleraar, rechter en politicus
- Peter Carl Fabergé (1846-1920), Russisch goudsmid
- Adrien Thélin (1842-1922), politicus
- Marius Borgeaud (1861-1924), kunstschilder
- Marguerite Duvillard-Chavannes (1851-1925), feministe
- Paul Maillefer (1862-1929), historicus en politicus
- Émile Dind (1855-1932), hoogleraar, dermatoloog en politicus
- Henri Simon (1868-1932), politicus
- Virgile Rossel (1958-1933), advocaat, hoogleraar, rector, schrijver en politicus
- Karol Szymanowski (1882-1937), Pools componist
- Alice Bailly (1872-1938), kunstschilderes
- Edith Burger (1906-1948), pianiste en zangeres
- Robert Guex (1881-1948), advocaat, griffier, rechter, arbiter en hoogleraar
- Jules-Henri Addor (1894-1952), politicus
- Antoinette de Weck-de Boccard (1868-1956), kunstschilderes
- Max Sillig (1873-1959), ijshockeyspeler, olympisch deelnemer
- Paul-Louis Mercanton (1876-1963), glacioloog en meteoroloog
- Victoria Eugénie van Battenberg (1887-1969), voormalig koningin van Spanje
- Norbert Bosset (1883-1969), advocaat en politicus
- Clara Campoamor (1888-1972), Spaans politica en feministe
- Marguerite Cavadaski (1906-1972), actrice
- Hélène Champvent (1891-1974), schrijfster
- Vladimir Nabokov (1899-1977), Russisch-Amerikaans schrijver
- Gabriel Despland (1901-1983), politicus
- Germaine Guex (1904-1984), psychologe
- James Mason (1909-1984), Brits acteur
- Louis Réard (1897-1984), Frans auto-ingenieur en kledingontwerper
- Jean Anouilh (1910-1987), Frans toneelschrijver
- Paul Martin (1901-1987), atleet, olympisch medaillewinnaar, medicus en schrijver
- Georges Simenon (1903-1989), Belgisch schrijver
- Germaine Lefebvre (1933-1990), Frans actrice (Capucine)
- Hugo Pratt (1927-1995), Italiaans striptekenaar
- Louis Guisan (1911-1998), advocaat en politicus
- Édouard Debétaz (1917-1999), notaris en politicus
- Marie-Claude Leburgue (1928-1999), radiopresentatrice
- Edmée Abetel (1922-2002), alpineskiester en olympisch deelneemster
- Robin Kenyatta (1942-2004), Amerikaans jazzmuzikant
- Maurice Béjart (1927-2007), Frans danser en choreograaf
- Jan Engelbert van Arenberg (1921-2011), Belgisch edelman
- Heinz Bennent (1921-2011), Duits toneel- en filmacteur
- Robert Hosp (1938-2021), voetballer
- Radu Lupu (1945-2022), Roemeens pianist

## Vervoer
- Station Lausanne, een van de drukste stations van de Zwitserse federale spoorwegen SBB-CFF-FFS.
- Tandradbaan Lausanne-Ouchy
- Op 17 juni 2004 werd begonnen met de aanleg van een regionale metrolijn (M2), die in 2008 werd opengesteld. Lausanne is de kleinste stad er wereld met een eigen metro. [1]